# Bosá turistika (spolek)
Bosá turistika je nezisková organizace založená k podpoře chůze naboso.
Spolek organizuje výlety, vandry a další aktivity, při kterých člověk může obohatit svůj prožitek o další rozměr, hmatové vnímání skrze bosá chodidla. Pro aktivity naboso a bosou turistiku se v Česku vžil název „bosování“, který je ekvivalentem anglického termínu barefooting.

## Vznik spolku a okolnosti jeho založení
Spolek vznikl 10. června 2013. Účelem jeho založení bylo ukázat veřejnosti, že chůze naboso je příjemná, zdravá a zcela přirozená. Podle slov zakladatele spolku Davida Mrhače bylo také dalším cílem také dodat odvahu a povzbuzení všem, kteří bosí chodí rádi, avšak pro obavy z reakcí okolí, k tomu často nenacházejí odvahu.
Záhy po svém vzniku se Bosá turistika stala mediálně známou organizací, která významně přispěla k trendu chození naboso v České republice a stala se podnětem pro organizování bosých výletů i jinými subjekty, známým je v této oblasti např. Igor Slouka, jenž byl inspirován k založení metodického webu Turistiky naboso.

## Bosá turistika a charita
Spolek aktivně svým každoročním Bosým výšlapem na Sněžku podporuje Nadační fond Kapka naděje a projekt Srdcerváči

## Další aktivity spolku
Spolek každoročně pořádá den Bosého běhu v České republice rámci Mezinárodního dne bosého běhu, který vyhlašuje organizace Barefoot runners.
Mezi extrémnější aktivity spolku patří firewalking (chůze po žhavém uhlí), glasswalking (chůze po střepech) anebo bosá chůze ve sněhu. Účastníci těchto aktivit se tak mohou přesvědčit, že kůže na chodidlech vydrží daleko více, než si lze myslet.
Spolek pomáhá budovat tzv. bosé stezky, tj. chodníky s různými typy povrchů (jehličí, šišky, oblázky, kůra atd.), na kterých si lidé mohou bosou chůzi po rozličných površích vyzkoušet na relativně bezpečném relativně krátkém a bezpečném terénu.